# ディサイプルズ・オブ・シン
ディサイプルズ・オブ・シン（Disciples of Synn）は、2000年にアメリカ合衆国のプロレス団体、WWFの傘下団体であるOVWで活動した怪奇派系ゴスプロレスラーユニットである。

## メンバー
- ダミアン（Damien）（ブライアン・ローガン）
- スラッシュ（Slash）（ウルフィーD、セレバス）
- ペイン（Payne）（BJペイン）
- セブン（Seven）（モルデカイ、ケビン・ソーン）
- トラヴィス・ベイン（Travis Bain）（タイソン・トムコ、トムコ、トラヴィス・トムコ）
- リバイアサン（Leviathan）（バティスタ）
- ジューダス（Judas）（クロウバー、ディーボン・ストーム）
- バラバ・ザ・プロフェシザー（Barrabas The Prophesizer）（ゾディアック、ヘスース）
- シン（Synn） - マネージャー

## 概要
2000年、当時WWFに所属するレスラーの層が厚かった事もあり、傘下団体のOVWでさえ出番が少なかったブライアン・ローガンとウルフィーDを売り出す為に女性マネージャーであるステイシー・コルネットを魔女ギミックであるシンへと変更。シンの部下としてローガンをダミアン、ウルフィーDをスラッシュへと変更させてゴスユニットであるディサイプルズ・オブ・シンを結成した。
同年6月23日、ディサイプルズ・オブ・シン結成後、初の試合ではOVW南部タッグ王座を保持するBJペイン & スコッティ・セイバーに挑戦して初勝利と同時にベルトを獲得した。この初登場でのインパクトにより一気にユニットとしての規模を拡大し、一時的ではあるがリバイアサンもユニットへと引き入れて団体内を揺るがした。
2001年、ダミアン & ペインを中心にチーム・エクストリーム（ジェフ・ハーディー & マット・ハーディー & リタ）、ミネソタ・ストレッチング・クルー（ブロック・レスナー & シェルトン・ベンジャミン）といったタッグと対戦。
2002年、シンの意向によりセブン & トラヴィス・ベインを中心とした事によりダミアン & ペインは造反し、ユニットを脱退。10月30日に遺恨戦を行い返り討ちにしてみせた。
2003年3月5日、OVW南部タッグ王座争奪トーナメントに出場。決勝戦でレネ・デュプリ & ランス・ケイドと対戦して勝利し、ベルトを獲得した。
2004年4月14日、セブンとベインが共にWWEへの昇格が決まっていた事もあり、ジャージー・ショア・クルー（アイドル & ダニー・インフェルノ & ノヴァ）と対戦して敗戦し、この試合をもって活動は休止となった。10月、WWEで活動していたセブンがモルデカイのギミックで失敗した事によりOVWへと降格した事を受けてバラバ・ザ・プロフェシザーと組んでディサイプルズ・オブ・シンを再結成。しかし、同月20日のジョニー・ジーター & マット・カポテリと対戦して敗戦した1試合で終わり、以後復活する事はなかった。
スラッシュとジューダスに関してはWWF離脱後、2002年にTNA移籍。悪党マネージャーで知られるファーザー・ジェームズ・ミッチェルを筆頭とした怪奇派ユニットであるディサイプルズ・オブ・ニュー・チャーチを結成して活動した。

## 獲得タイトル
- OVW南部タッグ王座

ダミアン & スラッシュ
セブン & トラヴィス・ベイン

## 入場曲
- break stuff - limpbizkit